# Виленская, Софья Константиновна
Софья Константиновна Виленская (26 мая 1918, Екатеринослав, Российская империя — 9 июня 2000, Москва, РФ) — советский и российский библиограф и специалист в области информационно-поисковых языков, кандидат исторических наук (1949).

## Биография
Родилась 26 мая 1918 года в Екатеринославе (ныне — Днепр, ранее — Днепропетровск). В 1936 году поступила в Институт истории, философии и литературы, которая она окончила в 1941 году, в том же году поступила на аспирантуру исторического факультета МГУ, которая она окончила в 1948 году. С 1949 по 1959 год работала в Научной библиотеке А. М. Горького при МГУ. с 1960 по 1988 год работала в ФБОНе.
Скончалась 9 июня 2000 года в Москве.

## Научные работы
Основные научные работы посвящены проблемам предметизации и инофрмационно-поисковым языкам. Автор ряда научных работ.
- Руководила разработкой лингвистических средств системы.
- Участвовала в оптимизации таблиц УДК в разделе общественные науки, перевела с английского и немецкого языков таблицы УДК полного зарубежного издания.